# 金星の植民

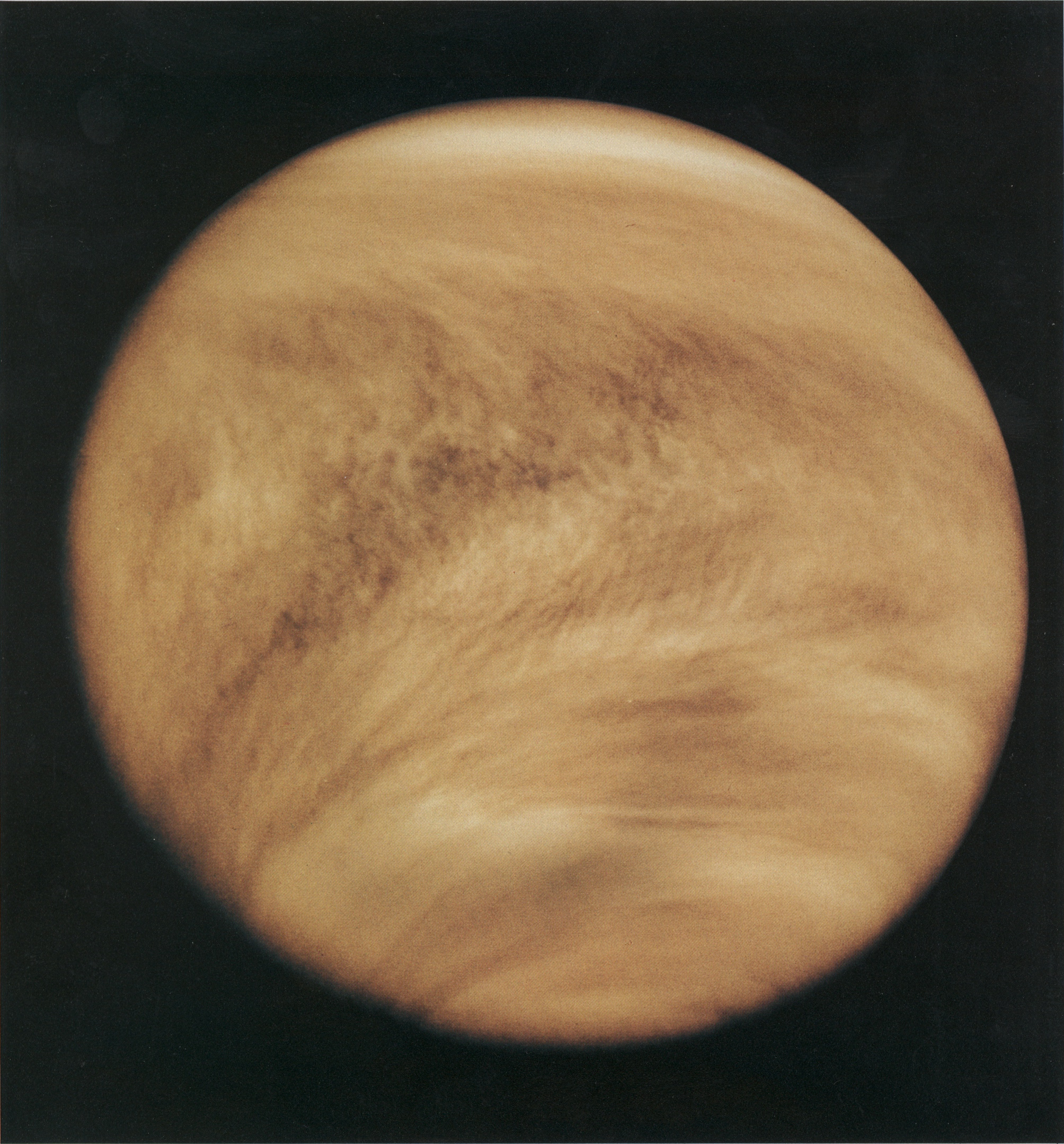
金星

金星の植民（きんせいのしょくみん）は、人類が金星へ移住し、金星の環境の中で生活基盤を形成すること。宇宙移民の構想の一つ。何人かの科学者や宇宙移民の提唱者達は、金星の植民を支持している。

## 利点
金星には地球との類似点があり、それは他の宇宙移民の目的地と比較して、いくつかの点で有利であると考えられている。また、これらの類似性とその近さから、金星は地球の"姉妹惑星"と呼ばれるようになった。
金星は大きさや質量が地球に近く、その結果重力もほぼ同じ (0.904g) である。このため、他のほとんどの宇宙探査や植民の計画では、長期間の低重力や無重力による人間の筋肉や骨へのダメージについての懸念に直面するが、金星については、将来金星で生まれた人間が地球へ訪れたり避難することになったとしても、地球重力に適応するのはそれほど難しくないと考えられる。
金星の高度50kmほどの上層大気では、気圧や温度が地球並（1barで0～50℃）となる。加えて、この領域では、太陽エネルギーが豊富である。金星大気の外周付近の太陽定数は2610W / m2で、地球の1.9倍に相当する。
また、金星は月以外では地球に最も近い主要天体であり、輸送や通信は太陽系のほかの多くの場所と比べて容易である。

## 欠点
一方、金星には人間の植民に対していくつかの重大な課題も存在する。
惑星の表面は極めて熱く、赤道付近での温度は500℃にも上る。これは鉛の融点以上である。
また、金星の自転周期は約300地球日で昼夜のサイクルが遅いことも挙げられる。
地表での大気圧は少なくとも地球の90倍に達する。これは地球での水面下1kmの圧力に相当する。
水は、ほぼ完全に存在しておらず、大気は酸素が薄い。有毒なほど高濃度の二酸化炭素が、大気の大部分を占めている。その雲は硫酸と二酸化硫黄の蒸気で構成されている。

## 植民手段
上記の欠点を見る限り、金星の（地表への）植民は問題外と考えられているが、テラフォーミング（惑星を地球のように改造する）により、この問題は解決可能だと考える人もいる。また、地表ではなく上層大気への植民であれば可能だとする考えもある。
どのようなテラフォーミング計画にしろ、必要とされるエネルギーは膨大であり、また数千年から数万年という時間が必要とされる。

### フローティングシティ
ジェフリー・A・ランディスは人間が呼吸できる空気（酸素：窒素を21：79で混合）が金星の大気の中では浮く気体であることを元に、フローティングシティという構想を提案している。この案は、呼吸できる空気を満たしたドームが、自分自身の重量に加えてコロニーをも浮上させることで、金星の大気中に植民する計画である。

### テラフォーミング
1960年代、カール・セーガンは惑星上の二酸化炭素を酸素に変換するため、その大気に藻類の種を蒔くという金星のテラフォーミング案を提唱した。しかし、現在では金星では水がごく稀であるため、少量だが水蒸気を消費する光合成では酸素の量は僅かしか増えないことが知られている。
ロバート・ズブリンは著書『Entering Space 』で巨大なソーラーシールドにより太陽から金星を保護し、大気の二酸化炭素をドライアイスに凝固させ、"雪"として地表に降らせるのに十分なほど冷やし、最終的には埋めるか他の世界（おそらくは火星。火星は金星とは反対に、大気圧や温室効果ガスの不足という問題を持っている）に送る、という方法を提案している。太陽を遮蔽し、過剰な温室効果ガスを取り除くことで、気圧と熱の問題は解決される。しかしズブリン自身も水の不足が重大な問題として残っていることを認めている。彗星や氷を含む小惑星を衝突させるとしても、長い時間がかかる上、完了しても少しの解決にしかならないと考えられている。さらに、惑星の回転を加速させるという案に至っては、はるかに遠い未来の話だろう。
ランディスは、「フローティングシティが多数建造されれば、それらで惑星の周りにソーラーシールドを形成することができ、同時により望ましい姿に大気を加工することができる。ソーラーシールドの理論と大気を加工する理論はそのまま組み合わせて、かつ金星大気にすぐに住む場所を提供できる」と主張している。

## 金星の植民を扱ったフィクション
- ビッグ・ウォーズ（荒巻義雄）
- ヴイナス戦記（安彦良和）
- 雲界の旅人（あろひろし）
- 2312－太陽系動乱―（キム・スタンリー ・ロビンスン）
- 3001年終局への旅（アーサー・C・クラーク）
金星のテラフォーミングを行うため彗星を落とす作業が行われている。
- 暁星記（菅原雅雪）